# 岩田久美
岩田 久美（いわた くみ）は、日本の元スポーツジャーナリスト、元タレント。かつて競馬トラックマンとして活動した。

## 経歴
大学卒業後、四国放送の長寿番組『おはようとくしま』のアシスタントを務めた。
退任後は関西を中心としたローカル番組でアシスタントを務めたが、その中にKBS京都テレビ『土曜競馬中継』パドック実況の進行役があったことから、次第に競馬にはまるようになる。後にその経験を生かし、大阪日刊スポーツ新聞社（現・日刊スポーツ新聞西日本）に競馬記者として中途入社。予想記事のほか「久美の栗東だより」などのコラムを執筆した。結婚後も大阪日刊勤務を続けていたが2006年に退社。理由は夫が東京に転勤するためとのことだった。
東京移住後は特定の社には属さず、フリーのスポーツライターとして再出発。NHKの中央競馬GIレース中継ゲスト解説、テレビ西日本制作分「ドリーム競馬」のコメンテーターとしても活躍した。
しかし翌2007年3月23日、妊娠3か月であることが報道で判明。4月16日、JRA関東広報コーナーで行われた東京競馬場新装オープン記念のイベントのアシスタントを最後に第一線から引退することを表明。9月に長女を出産した。
2023年12月時点では二人の娘の母である。旧知の前川恭子調教助手（坂口智康厩舎）が調教師試験に合格した際には、古巣の日刊スポーツに前川を祝福する一文を寄稿する形で久々に登場し、健在であることを示した。